# Gracilinanus aceramarcae
La marmosa grácil de Aceramarca (Gracilinanus aceramarcae) es una especie de marsupial didelfimorfo de la familia Didelphidae que habita en localidades puntuales en el centro del Perú y el oeste de Bolivia.